# Калльмюнц
Калльмюнц (нем. Kallmünz) — ярмарочная община в Германии, в земле Бавария.
Подчиняется административному округу Верхний Пфальц. Входит в состав района Регенсбург. Подчиняется управлению Кальмюнц. Население составляет 2829 человек (на 31 декабря 2010 года). Занимает площадь 43,19 км².

## История
Город, благодаря живописности местности имеет неофициальное название «Жемчужина Оберпфальца». Место, где был построен замок, с давних времён служило идеальным убежищем от неприятеля. Местный замок, впервые упомянутый в 983 году, был передан епископами Регенсбурга во владение рода Виттельсбахов.

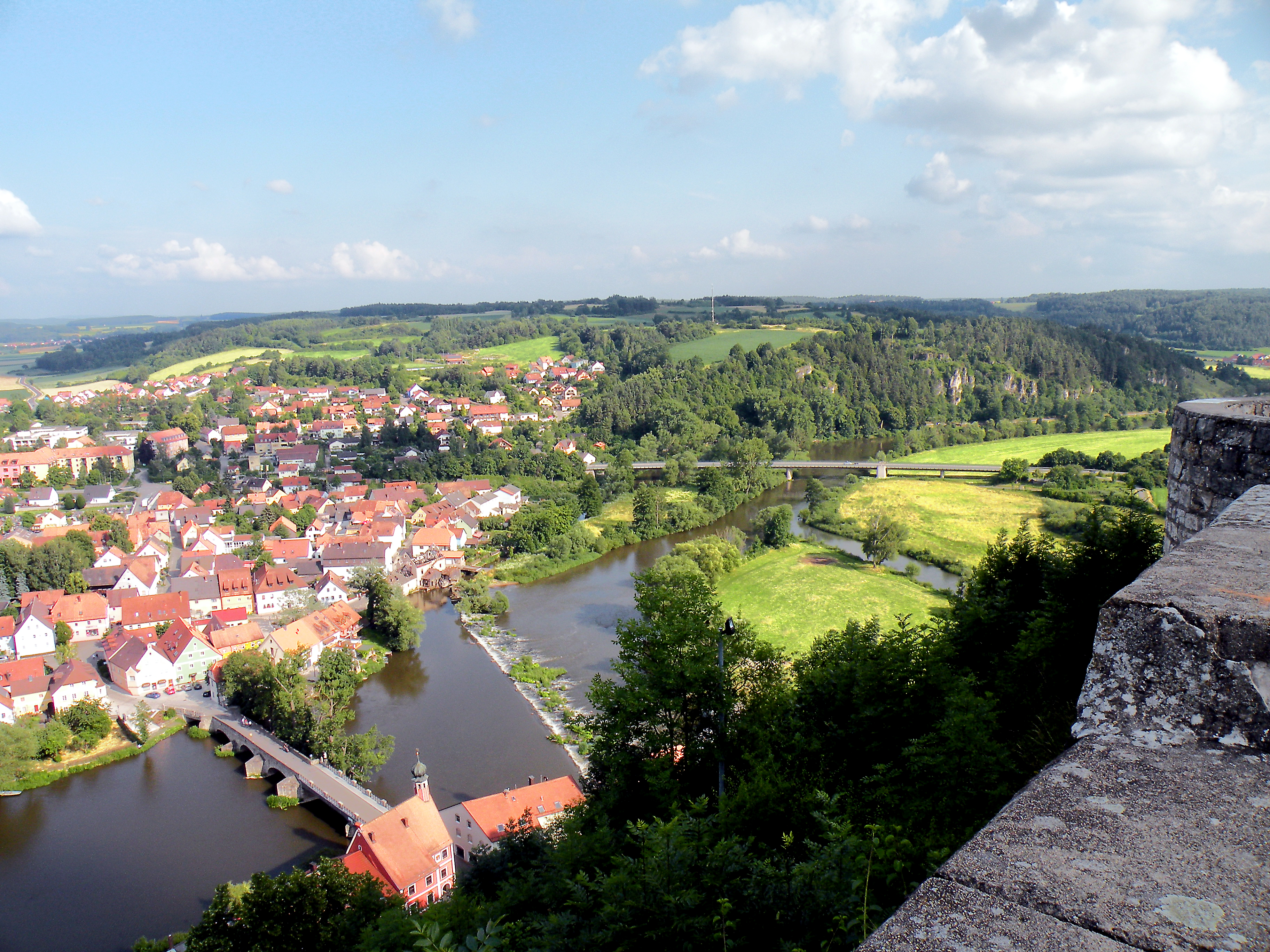
Вид на город с высоты крепости

В 805—1250 годах здесь находилась государственная таможня. Слияние рек Фильса и Нааба, по которым велась перевозка железных изделий из Пфальца, придавала этой местности в Средние века исключительное значение. Укрепление было построено здесь, по-видимому, при Виттельсбахах в 1250 году.
После 1447 года Бавария была разделена на два герцогства: Нижнюю Баварию с главным городом Мюнхеном и Верхнюю Баварию с главным городом Ландсхутом. После смерти герцога Георга Богатого в 1504 году разразилась Война за ландсхутское наследство. Причиной этого стало то, что герцог завещал Нижнюю Баварию своей дочери и её супругу Рупрехту, хотя последний не имел наследников по мужской линии. Двоюродный брат Георга Альбрехт IV заключил союз с мужем своей сестры императором Максимилианом I против Руппрехта и его отца, курфюрста от Пфальца. 10 сентября 1504 года было заключено перемирие, но вскоре боевые действия возобновились. В битве под Шёнбергом императорская армия одержала победу. Во время Ландсхутской войны укрепление в Кальмюнце было разрушено войсками из Пфальца и Богемии, но вскоре после создания нового герцогства Пфальц-Нойбург восстановлено.
Однако в 1641 году крепость была окончательно разрушена шведскими войсками и превратилась в каменоломню. С начала эпохи Возрождения и, особенно, с начала Реформации, эпоха с VIII по XIV век считалась временем духовного, религиозного и культурного упадка. И потому до конца XVIII века, когда началась эпоха Просвещения, сохранение редкостей из этого времени не считалось целесообразным. С начала XIX века, когда в эпоху Романтизма внезапно изменилось отношение к истории Средних веков, чему в значительной степени способствовали такие общеизвестные писатели, как Гюго, Вальтер Скотт и др., отношение к древности было сменено историко-критическим подходом. А остатки крепости перешли под охрану города и здесь были проведены работы по консервации сохранившихся сооружений.
В 1903 году в Калльмюнце жил Василий Кандинский, сохранился ряд его натурных зарисовок.

## Население
По оценке на 31 декабря 2015 года население общины Калльмюнц составляет 2848 чел. 

| Дата      | 1840 | 1871 | 1900 | 1925 | 1939 | 1950 | 1961 | 1970 | 1987 | 2011 |
| --------- | ---- | ---- | ---- | ---- | ---- | ---- | ---- | ---- | ---- | ---- |
| Население | 2218 | 2368 | 2378 | 2516 | 2416 | 2812 | 2767 | 2919 | 2754 | 2816 |

| Год       | 1960 | 1970 | 1980 | 1990 | 2000 | 2009 | 2010 | 2011 | 2012 | 2013 | 2014 | 2015 |
| --------- | ---- | ---- | ---- | ---- | ---- | ---- | ---- | ---- | ---- | ---- | ---- | ---- |
| Население | 2713 | 2889 | 2809 | 2761 | 2852 | 2847 | 2829 | 2799 | 2824 | 2787 | 2777 | 2848 |

## Достопримечательности
- Руины средневекового замка